# Perfluorbutansäure
Perfluorbutansäure ist eine chemische Verbindung aus der Gruppe der Perfluorcarbonsäuren.

## Gewinnung und Darstellung
Perfluorbutansäure kann durch Elektrofluorierung von Buttersäure gewonnen werden.

## Eigenschaften
Perfluorbutansäure ist eine hellgelbe stinkende Flüssigkeit, die mischbar mit Wasser, Toluol, Diethylether, Ethanol und Benzol ist. Von PFBA gibt es zwei Strukturisomere.

## Verwendung
Perfluorbutansäure ist ein Ionenpaar-Reagenz für die Umkehrphasen-HPLC. Es wird bei der Sequenzierung, Synthese und Solubilisierung von Proteinen und Peptiden sowie als mobiler Phasenmodifikator zur Erhöhung der Selektivität bei der HPLC-Analyse von Histonproteinen verwendet. Es ist ein wirksames Additiv für die galvanische Zinkabscheidung.
Laut Angaben der chemischen Industrie handelt es sich bei der Perfluorbutansäure um eine von 256 per- und polyfluorierter Alkylverbindungen mit kommerzieller Relevanz aus der OECD-Liste von 4730 PFAS.

## Auswirkungen
Eine Studie an 323 COVID-19-Patienten ergab, dass eine erhöhte Konzentration von Perfluorbutansäure im Körper mit einem gesteigerten Risiko eines schwereren Verlaufs einer COVID-19-Infektion korreliert ist.
Die PFBA-Konzentration in Eisbohrkernen vom Devon Ice Cap und dem Mt.-Oxford-Eisfeld aus der kanadischen Arktis stieg von etwa 1985 bis 2010 stark an.

## Regulierung
In der EU sind die Höchstmengen von per- und polyfluorierten Alkylverbindungen (PFAS) im Trinkwasser über den Anhang I, Teil B der Richtlinie (EU) 2020/2184 (Trinkwasserrichtlinie) mit zwei verschiedenen Summen-Grenzwerten geregelt. Danach darf der Gesamtgehalt aller PFAS 0,5 μg/l, und die Summe der im Anhang III Teil B Nummer 3 genannten PFAS (PFAS-20), zu welchen auch Perfluorbutansäure gehört, 0,1 μg/l nicht überschreiten. Als Europäische Richtlinie ist die Richtlinie (EU) 2020/2184 allerdings nicht unmittelbar gültig, sondern muss jeweils in nationales Recht umgesetzt werden. In Deutschland wurde dies durch die Novellierung der Trinkwasserverordnung umgesetzt.